# سید بیدویل
سید بیدویل (انگلیسی: Sid Bidewell; ۶ ژوئن ۱۹۱۸ – نوامبر ۲۰۰۳ (aged 85)) بازیکن فوتبال اهل بریتانیا بود.
از باشگاه‌هایی که در آن بازی کرده‌است می‌توان به باشگاه فوتبال ویلدستون، باشگاه فوتبال کولچستر یونایتد، باشگاه فوتبال چلسی، باشگاه فوتبال ساوت‌همپتون، باشگاه فوتبال ابسفلیت یونایتد، باشگاه فوتبال چلمزفورد سیتی، باشگاه فوتبال ورکسام، و باشگاه فوتبال سنت آلبنز سیتی اشاره کرد.